# Josiah O. Wolcott
Josiah O. Wolcott (Dover, 1877. október 31. – Dover, 1938. november 11.) az Amerikai Egyesült Államok szenátora (Delaware, 1917–1921).